# SM Torpedoboot 80T
SM Torpedoboot 80T, zkráceně SM Tb.80T později Vijelia, byla rakousko-uherská torpédovka typu 74T. Postavena byla, stejně jako její sesterské lodě, v loděnici Stabilimento Tecnico Triestino.

## První světová válka
Za první světové války sloužila u I. torpédové flotily. Dne 24. května 1915 se účastnila velké akce rakousko-uherského loďstva - velkého nájezdu na italské pobřeží. Spolu s křižníkem Novara, torpédoborcem Scharfschütze a třemi dalšími torpédovkami (78T, 79T a 81T) ostřelovala město Porto Corsini. Při přestřelce s italskou pobřežní baterií byla poškozena. Dělostřelecký granát prorazil její bok a explodoval v důstojnické jídelně; exploze si vyžádala 3 zraněné. 27. července pak odplula z Šibeniku jako součást menšího svazu (lehké křižníky Saida a Helgoland, 6 torpédoborců a 9 torpédovek) s cílem zaútočit na italskou stanici na ostrově Velká Palagruža. Dne 30. prosince kryla spolu s Tb.78T výpad křižníku Novara proti Brindisi. 6. února 1916 vyplula spolu s Tb.74T, Tb.78T, Tb.83F, Tb.87F a Tb.88F, při krytí křižníkem Helgoland, s úkolem napadnout transportní lodě Dohody plující z Drače do Brindisi. Cestou se srazily Tb.74T s Tb.83F, škody na první z nich byly natolik vážné, že se celý svaz musel vrátit. Lodě však zachytil britský lehký křižník HMS Weymouth v doprovodu francouzského torpédoborce Bouclier. Rakušanům se po torpédovém útoku Tb.83F podařilo využít příležitosti a uniknout. 2. srpna se účastnila přestřelky rakouských lodí (křižník Aspern, torpédoborce Wildfang a Warasdiner a torpédovka Tb.85F) s francouzskými torpédoborci, slabší francouzské síly se musely spasit útěkem. Dne 14. května 1918 pak torpédovka zachránila u Rovinje hydroavion A 70 a odtáhla ho zpět na základnu.

## Poválečná služba
Po válce obsadili torpédovku Italové, ale v roce 1920 byla udělena Rumunsku. Zde ji zařadili do služby pod jménem Vijelia. Sloužila až do roku 1927, kdy byla vyřazena a později sešrotována.